# Prosac
Prosac – piąty singel oraz utwór niemieckiego DJ-a i producenta – Tomcrafta, wydany 21 października 1996 w Niemczech przez wytwórnię Kosmo Records (wydanie 12"). W niepełną piątą rocznicę wydania pierwszej wersji, 21 września 2001 (dokładnie 4 lata 11 miesięcy po wersji pierwszej) ta sama wytwórnia wydała reedycję tego krążka będącą 17. singlem (wydanie CD i dwa wydania 12"). Utwór pochodzi z debiutanckiego albumu Tomcrafta – All I Got (drugi singel z tej płyty).
Na singel pierwotny składają się 3 utwory: Prosac, Electronic i La Chatte (w dwóch wersjach). Natomiast na reedycji z 2001 roku znalazł się tylko utwór tytułowy w pięciu wersjach (CD) i w dwóch wersjach (po dwie na dwa wydania 12"). Oprócz wydania niemieckiego krążek ukazał się również w Hiszpanii, Holandii i we Włoszech.

## Lista utworów

### 1996 (12")
1. Prosac
2. Electronic
3. La Chatte (Vocal)
4. La Chatte (Instrumental)

### Reedycja (2001)

#### CD
1. Prosac (Radio Edit) (3:59)
2. Prosac (New Clubmix) (9:00)
3. Prosac (TC-THC Mix) (7:30)
4. Prosac (Original) (9:23)
5. Prosac (Marc Manga Remix) (7:59)

#### 12"
1. Prosac (New Clubmix) (9:00)
2. Prosac (TC-THC Mix) (7:30)

#### 12" (Remixes)
1. Prosac (Karin De Ponti Remix) (6:03)
2. Prosac (Marc Manga Remix) (7:59)